# Tinytrella
Tinytrella pusilla es una especie de araña araneomorfa de la familia Micropholcommatidae. Es el único miembro del género monotípico Tinytrella. Es originaria de Nueva Zelanda donde se encuentra en la Isla Sur e Isla Norte].